# Pluricoop
A Pluricoop é uma cooperativa de consumo, fundada em 1990 no distrito de Setúbal, e que conta com mais de 300 trabalhadores e 62 mil sócios.

## História
Em 1918 foi fundada a Cooperativa de Consumo União Pragalense, que desempenhou um papel relevante para o desenvolvimento e organização da população do Pragal, tendo sido esta cooperativa o local onde funcionou o primeiro executivo da Junta de Freguesia do Pragal.

Em 1990 foi fundada a Pluricoop através da fusão de 31 pequenas cooperativas, como a União Pragalense, a COOTSET de Setúbal, a COOPINHAL de Pinhal Novo e a Coop B da Baixa da Banheira. A Pluricoop iniciou a sua atividade económica em 1992.

A partir de 2000 a cooperativa iniciou um processo de investimentos em modernização de infraestruturas e equipamentos. Em 2009 contava com 32 lojas e atingiu um volume de negócios na ordem dos 34 milhões de euros.

Em 2010 começou uma fase de instabilidade precedida pela crise económica de 2008 e sucedida por um processo de insolvência da empresa em maio de 2011. Após inúmeras negociações bancárias chegou-se a um plano de viabilização e algumas lojas começaram a reabrir em agosto do mesmo ano.